# Pseudotropheus flavus
Espèce
Statut de conservation UICN

 VU D2 : Vulnérable
Pseudotropheus flavus est une espèce de poisson de la famille des cichlidae et de l'ordre des Cichliformes. Cette espèce comme son genre Pseudotropheus est originaire et endémique du lac Malawi en Afrique. Probablement aux alentours de l'île de Chinyankwazi.